# Victoria Hanna
Victoria Hanna (ויקטוריה חנה; pseudonim sceniczny złożony z pierwszego i drugiego imienia) – izraelska piosenkarka i autorka tekstów.

## Życiorys
Została wychowana w judaizmie ultraortodoksyjnym w rodzinie Mizrachijczyków w Jerozolimie. Jej ojciec jest egipskim rabinem, a matka pochodzi z Persji. Jąkała się jako dziecko. Mieszka w Jerozolimie i ma troję dzieci. Studiowała grę aktorską pod okiem reżysera i aktora, Nissana Nativ.

## Kariera muzyczna
Komponuje wszystkie swoje piosenki.  W lutym 2015 wydała swój pierwszy singiel pod tytułem Aleph Bet, oznaczający alfabet hebrajski. Piosenka zdobyła na platformie Youtube ponad milion odsłon. Jej drugi singiel to 22 Letters. Forbes umieścił ją na liście 50 najbardziej wpływowych kobiet w Izraelu w 2015. 